# Igaz Lucy
Igaz Lucy, született Ehrlich (1924 – 2017. március 30.) magyar balettmester, táncos, Ullmann Ottó zeneszerző felesége.

## Élete
Apja külföldi kereskedelmi levező volt. Már hároméves korától balettozni tanult. Gyermekkorában fellépett Lakner Bácsi Gyermekszínházában. 1937-ben szerepelt utoljára gyermekszínházas előadáson, amikor is az Icipici kékmadár című gyermekkabarét játszotta. 1940-től a zsidótörvények következtében csak az OMIKE Művészakció keretében szerepelhetett. Hidas Hédi vitte az OMIKE-be, ahol szubrettként debütált a Fel a kezekkel című operettben, partnere Ormos Béla volt. Több betéttáncot mutatott be és még többnek volt a betanítója a Goldmark-teremben. Emlékezetesebb szereplései az 1943-as évben voltak, többek között Nikolai A Windsori víg nők című operájában, ahol mint táncosnő és koreográfus szerepelt. A második világháborút követően Lakner Líviával az Erzsébet körúti New York-palotában tánciskolát működtetett, majd néhány évvel később saját iskolát nyitott.
Számos színházban dolgozott és koreográfusként közreműködött több film elkészültében Kalmár Tibor és Jancsó Miklós rendezőkkel.
A budapesti Farkasréti temetőben helyezték végső nyugalomra.

## Ismert tanítványai
- Bóbis László
- Böröndi Tamás
- Csongrádi Kata
- Csonka András
- Drahota Andrea
- Igó Éva
- Kozák András
- Kriszt László
- Nyertes Zsuzsa
- Papp Csaba
- Pápai Erika
- Siménfalvy Ágota
- Szinetár Dóra
- Szolnoki Tibor
- Újváry Éva
- Ullmann Mónika
- ifj. Ullmann Ottó

## Magánélete
1941-ben jegyben járt Tábori Zoltán okleveles textilmérnökkel. Huszonegy éves korában házasságot kötött Ullmann Ottó zeneszerzővel.